# The Glen 101,2 1957
The Glen 101,2 1957 var ett stockcarlopp ingående i Nascar Grand National Series (nuvarande Nascar Cup Series) som kördes 4 augusti 1957 på den 2,3 mile (3,70 km) långa banan Watkins Glen International i Watkins Glen i New York. Totalt avverkades 101,2 miles (162,865 km) fördelat på 44 varv. Banunderlaget var asfalt. Loppet vanns av Buck Baker i en Chevrolet på tiden 1:13.06 körande för sitt eget team Buck Baker Racing. Bakers snitthastighet uppgick till 83,064 mph. Baker som startade från Pole position ledde samtliga 44 varv från start till mål. Prispotten uppgick till 4 395 dollar, varav 1 000 dollar gick till segraren.

## Resultat
| Plc     | Nr  | Förare            | Team/ bilägare      | Konstruktör | Start | Varv | Ledda varv |
| ------- | --- | ----------------- | ------------------- | ----------- | ----- | ---- | ---------- |
| 1       | 87  | Buck Baker        | Buck Baker Racing   | Chevrolet   | 1     | 44   | 44         |
| 2       | 22  | Fireball Roberts  | Fireball Roberts    | Ford        | 3     | 44   | 0          |
| 3       | 55  | Tiny Lund         | A.L. Bumgarner      | Pontiac     | 7     | 44   | 0          |
| 4       | 2   | Frankie Schneider | Hubert Westmoreland | Chevrolet   | 5     | 43   | 0          |
| 5       | 64  | Johnny Allen      | Spook Crawford      | Plymouth    | 6     | 43   | 0          |
| 6       | 7   | Jim Reed          | Jim Reed            | Chevrolet   | 2     | 42   | 0          |
| 7       | 88  | Jim Linke         | Ernest Woods        | Oldsmobile  | 8     | 40   | 0          |
| 8       | 42  | Lee Petty         | Petty Enterprises   | Oldsmobile  | 10    | 40   | 0          |
| 9       | 65  | Al White          | Al White            | Ford        | 13    | 39   | 0          |
| 10      | 41  | Billy Rafter      | C.M. Julian         | Dodge       | 17    | 37   | 0          |
| 11      | 4   | Huck Spaulding    | Huck Spaulding      | Chevrolet   | 15    | 35   | 0          |
| 12      | 6   | Spook Crawford    | Spook Crawford      | Plymouth    | 14    | 34   | 0          |
| 13      | 86  | Gene Blair        | i.u.                | Pontiac     | 18    | 32   | 0          |
| 14      | 92  | Marvin Panch      | Herb Thomas Racing  | Pontiac     | 4     | 22   | 0          |
| 15      | 19  | Dick Walters      | Dick Walters        | Ford        | 16    | 21   | 0          |
| 16      | 14  | Walt Mortz        | i.u.                | Ford        | 20    | 15   | 0          |
| 17      | 83  | Lenny Page        | Lenny Page          | Ford        | 9     | 14   | 0          |
| 18      | 150 | Bill Walker       | i.u.                | Ford        | 11    | 12   | 0          |
| 19      | 11  | Claude Holiday    | i.u.                | Dodge       | 19    | 12   | 0          |
| 20      | 74  | L.D. Austin       | L.D. Austin         | Chevrolet   | 12    | 6    | 0          |
| Källor: |     |                   |                     |             |       |      |            |